# 阿莱斯 (意大利)
阿莱斯（義大利語：Ales）是意大利撒丁大区奥里斯塔诺省的一个市镇。距该镇最近的机场位于卡利亚里，约70公里。总面积21.65平方公里，人口1533人，人口密度70.8人/平方公里（2009年）。ISTAT代码为095004。

## 名人
- 安东尼奥·葛兰西：意大利共产党创建者之一
- 费尔南多·阿措里：意大利摔跤运动员